# Tim Bentinck
Timothy Charles Robert Noel Bentinck, 12º conde de Portland (1 de junio de 1953, Tasmania, Australia), conocido como Tim Bentinck, es un actor y noble británico.

## Biografía
Nacido en una granja ganadera en Tasmania (Australia), aunque criado en Berkhamsted (Reino Unido), es descendente por línea directa del barón Willem Bentinck, favorito del rey Guillermo III. Tim Bentick es el actual titular del condado de Portland, título que prefiere no usar, y que recibió en 1997 cuando murió su padre.
Inició su carrera actoral en 1978 tras graduarse en la Bristol Old Vic Theatre School. Como actor de voz, participó en el longevo serial radiofónico de BBC Radio 4, The Archers, interpretando a David Archer. Puso voz a James Bond en el videojuego The World Is Not Enough y a Roger Radcliffe en la película de animación, 101 dálmatas 2. Durante 15 años fue la voz que anunciaba el célebre mind the gap (en inglés), cuidado con el hueco» para el metro de Londres.

## Filmografía
(Selección)
- 1979 : Rescate en el Mar del Norte : Harris
- 1983 : Los Piratas de Penzance : pirata
- 1983 : Por la Espada Dividido (drama televisada) : Tom Lacey
- 1984 : Winter Flight (con Sean Bean): Jack
- 1990 : Hecho en el Cielo (con Louisa Rix) : Steve Nicholson
- 1992 : Año del Cometa : Richard Harwood
- 1993 : Los Rifles de Sharpe (teleserie) : Capt. Murray
- 1995 : Strike Force (TV) : Raikes
- 1995 : Grange Hill (TV) : Fred Mitchell
- 1996 : Noche de reyes : oficial del Cortés
- 1997 : Príncipe entre los Hombres (TV) : Mark FitzHerbert
- 2001 : Enigma : comandante de U-Boot
- 2001 : La hora de Armando Iannucci (TV)
- 2002 : Guerra Inminente (TV) : I.er duque de Marlborough
- 2003 : 101 dálmatas 2 (vidéo animación) : Roger (voz)
- 2004 : D-Day 6.6.1944 (TV) : Gen. Hans Speidel
- 2004 : Vanity Fair : oficial alemán
- 2006 : Terremoto de San Francisco (TV) : Abraham Reuf